# Championnats du monde d'escrime 1985
Navigation
Édition précédente Édition suivante
Les championnats du monde d'escrime 1985 se sont déroulés à Barcelone en Espagne. Il y avait 8 épreuves au programme :
- Fleuret féminin individuel et par équipe
- Fleuret masculin individuel et par équipe
- Epée masculine individuel et par équipe
- Sabre masculin individuel et par équipe

## Médaillés
| Épreuves           | Or | Argent | Bronze |
| ------------------ | --- | --- | --- |
| Épée               | | | |
| Hommes individuel  | Philippe Boisse                                                                                            | Jaroslav Jurka                                                                                             | Philippe Riboud                                                                                               |
| Hommes par équipes | Allemagne de l'Ouest- Alexander Pusch - Achim Bellmann - Volker Fischer - Thomas Gerull - Arnd Schmitt     | Italie- Sandro Cuomo - Roberto Manzi - Stefano Bellone - Angelo Mazzoni - Maurizio Randazzo                | Union soviétique- Vitali Ageyev - Sergueï Kravtchouk - Andrei Chouvalov - Aleksandr Mozhayev - Mikhaïl Tichko |
| Fleuret            | | | |
| Hommes individuel  | Mauro Numa                                                                                                 | Andrea Cipressa                                                                                            | Harald Hein                                                                                                   |
| Hommes par équipes | Italie- Mauro Numa - Andrea Cipressa - Andrea Borella - Federico Cervi                                     | Allemagne de l'Ouest- Harald Hein - Matthias Behr - Klaus Reichert - Thorsten Weidner - Ulrich Schreck     | Union soviétique- Aleksandr Romankov - Vladimer Aptsiauri - Anvar Ibraguimov - Boris Koretsky                 |
| Femmes individuel  | Cornelia Hanisch                                                                                           | Sabine Bischoff                                                                                            | Pascale Hachin                                                                                                |
| Femmes par équipes | Allemagne de l'Ouest- Cornelia Hanisch - Anja Fichtel - Sabine Bischoff - Susanne Lang - Zita Funkenhauser | Hongrie- Gertrúd Stefanek - Zsuzsanna Jánosi-Németh - Edit Kovács - Zsuzsanna Szőcs - Katalin Győrffy      | Union soviétique- Valentina Sidorova - Olga Velichko - Olga Voshchakina - Marina Soboleva - Irina Ushakova    |
| Sabre              | | | |
| Hommes individuel  | György Nébald                                                                                              | Hristo Etropolski                                                                                          | Vasil Etropolski                                                                                              |
| Hommes par équipes | Union soviétique- Andrei Alchan - Heorhiy Pohosov - Sergueï Mindirguassov - Viktor Krovopouskov            | Bulgarie- Hristo Etropolski - Vasil Etropolski - Gueorgui Tchomakov - Marin Ivanov - Nikolav Marintchechki | Hongrie- Imre Bujdosó - Imre Gedővári - György Nébald - József Varga - Rudolf Nébald                          |

## Tableau des médailles
| Rang | Nation           | Or | Argent | Bronze | Total |
| ---- | ---------------- | -- | ------ | ------ | ----- |
| 1    | Allemagne        | 3  | 2      | 1      | 6     |
| 2    | Italie           | 2  | 2      | 1      | 5     |
| 3    | Hongrie          | 1  | 1      | 1      | 3     |
| 4    | Union soviétique | 1  | 0      | 3      | 4     |
| 5    | France           | 1  | 0      | 1      | 2     |
| 6    | Bulgarie         | 0  | 2      | 1      | 3     |
| 7    | Tchécoslovaquie  | 0  | 1      | 0      | 1     |